# Coordinació motora
La coordinació motora és la combinació de moviments corporals creats segons la direcció volguda (cinemàtica) i la força adequada (cinètica) que donen com a resultat les accions previstes. La coordinació motriu s'aconsegueix quan les diferents parts del mateix moviment es combinen d'una manera ben cronometrada, suau i eficaç respecte a l'objectiu previst (prendre un objecte, caminar, etc.). Es tracta de la integració de la informació propioceptiva (que detalla la posició) i el moviment del sistema musculoesquelètic amb els processos neuronals del cervell, cerebel i la medul·la espinal que controlen, planifiquen i executen els moviments. El cerebel té un paper crític en aquest control neuronal del moviment i les lesions en aquesta part o en les seves estructures de connexió (vies neuronals) comporten un deteriorament de la coordinació, coneguda com a atàxia.